# Jimmy Rooney
Jimmy Rooney (Dundee, 10 de dezembro de 1945) é um ex-futebolista escocês naturalizado australiano que atuava como meio-campo.

## Carreira
Rooney competiu na Copa do Mundo FIFA de 1974, sediada na Alemanha Ocidental, na qual a Austrália terminou na décima quarta colocação dentre os 16 participantes.